# Ziua Internațională a Libertății Presei
Adunarea Generală a Organizației Națiunilor Unite a declarat 3 mai a fi Ziua Internațională a Libertății Presei sau doar Ziua Mondială a Presei, observată pentru a conștientiza importanța libertății presei și a reaminti guvernelor obligația lor de a respecta și susține dreptul la libertatea de exprimare consacrată în temeiul articolului 19 din Declarația Universală a Drepturilor Omului din 1948 și care marchează aniversarea Declarației de la Windhoek, o declarație a principiilor presei libere elaborată de jurnaliștii din ziare africane în Windhoek în 1991.